# Часовня Троицы Живоначальной (Бетково)
Часовня во имя Святой Живоначальной Троицы — расположена в селе Бетково, Лужского района Ленинградской области. Построена в 1890-х годах.
Это действующая часовня, относящаяся к Лужскому благочинию Гатчинской епархии РПЦ. Она приписана к приходу Воскресенского собора в городе Луга.

## История и архитектура
Часовня была возведена в конце XIX века владельцем большой усадьбы, расположенной на территории Бетково, помещиком Алексеем Дурдиным. Первоначально она занимала центральное место села, на свободном участке при разветвлении сельской дороги.
Сооружение возведено из красного кирпича, имеет кубовидный объём, увенчанный барабаном и главкой. Часовня украшена декоративной кладкой карнизов, оконных наличников и дверного проёма. Сам проём решён в виде портала с арочным решением.
Часовня была поставлена так, что её можно было заметить из глубины сельской улицы, так и с другого берега озера, на котором расположено Бетково.
Вновь освящена в 1999 году. В 2015 году местные жители отреставрировали часовню, установили новый иконостас.

## В литературе
Часовня в деревне Бетково описывается в автобиографической книге Илья Глазунова «Россия распятая» (2008 год). Сам автор провёл здесь часть детства, а позже отдыхал и работал.
Всё так же грустна одинокая каменная часовня у дороги. Она вся заросла крапивой и лопухами, вокруг нее гуляют куры и белоголовые мальчишки копают червей для рыбной ловли.